# Ana Genoveva de Bourbon
Ana Genoveva de Bourbon (em francês:  Anne-Geneviève de Bourbon; 28 de agosto de 1619 - 5 de abril de 1679) foi uma nobre francesa, Princesa de Sangue, pertencente à casa de Bourbon-Condé. É lembrada pela beleza, paixões e influência durante os conflitos da Fronda e, por fim, pela sua conversão ao Jansenismo.

## Biografia

### Juventude
Ana Genoveva foi a única filha de Henrique II de Bourbon, Príncipe de Condé, e de sua mulher Carlota Margarida de Montmorency, e irmã de Luís II, o Grande Condé e de Armando, Príncipe de Conti. Ela nasceu na prisão do Castelo de Vincennes no qual o seu pai e mãe tinham sido detidos pela oposição ao Concino Concini, o favorito da rainha Maria de Médici, que na altura era regente durante a menoridade de Luís XIII.
Ela foi educada de forma muito estrita no convento Carmelita da Rue Saint-Jacques, em Paris. A sua juventude foi ensombrada pela execução de Henrique II de Montmorency, o único irmão de sua mãe, por conspirar contra o Cardeal Richelieu em 1632, e do primo da sua mãe o Conde Francisco de Montmorency-Bouteville, por causa de um duelo em 1635. Quando os pais fizeram as pazes com Richelieu, ela foi introduzida à sociedade em 1635, tornando-se uma das estrelas do Hôtel de Rambouillet, que nessa altura era o centro da vida cultural e boémia de França.

### "Deusa da Paz e Concórdia"

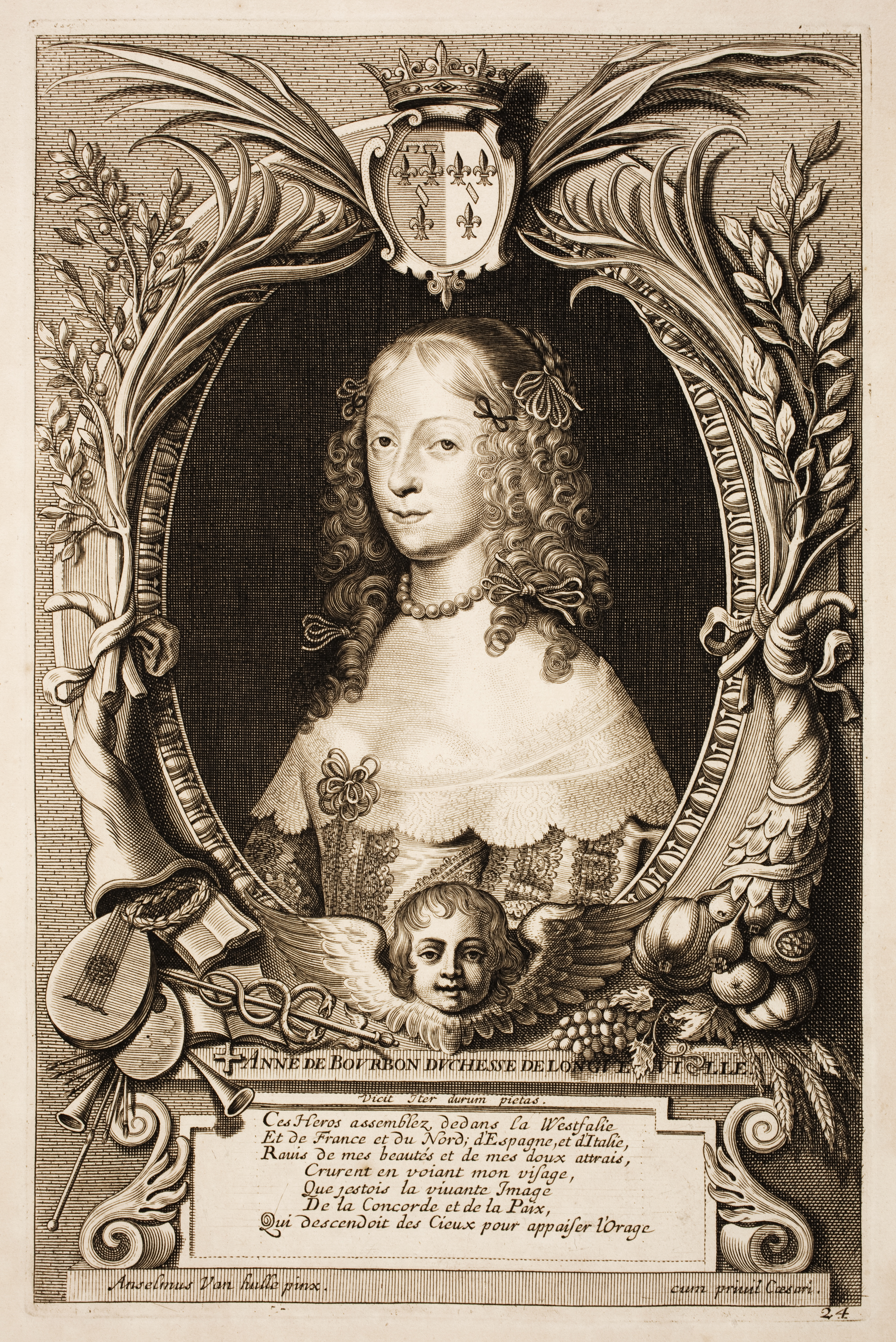
Ana Genoveva de Bourbon, personificando a Paz e Concórdia, por Anselm van Hulle.

Em 1642, ela casou com Henrique II, Duque de Longueville, governador da Normandia, um viúvo com o dobro da sua idade (a sua primeira esposa, Luísa de Bourbon, morrera em 1637). O casamento não foi feliz. Após a morte de Richelieu, o seu pai, o Príncipe de Condé, tornou-se chefe do Conselho de Regência durante a menoridade de Luís XIV, o seu irmão Luís venceu a grande Batalha de Rocroi em 1643, e a duquesa adquiriu importância política. Em 1646, ela acompanhou o marido a Münster, onde ele fora enviado pelo Cardeal Mazarino como negociador chefe, e onde seduziu os diplomatas alemães que negociavam o Tratado de Vestefália sendo chamada "deusa da paz e da concórdia".

### A Fronda
Quando regressou, ela apaixonou-se por Duque de La Rochefoucauld, escritor e autor de Maxims, que usou o seu amor para obter influência junto do seu irmão, obtendo assim honras para si próprio. Ela foi a guia espiritual nos primeiros tempos da Fronda, quando trouxe o seu irmão mais novo Armando de Bourbon, Príncipe de Conti, e o seu marido para o grupo dos Malcontents, embora não conseguisse atrair o irmão mais velho, o Príncipe de Condé, cuja lealdade para com a Corte minou esta primeira Fronda. Foi nesse período que ela viveu no Hôtel de Ville e tomou a cidade de Paris como madrinha para o filho ali nascido (Carlos Paris). A paz não a satisfazia, apesar de La Rochefoucauld ter obtido os títulos que pretendia. A segunda Fronda foi, em grande parte, fruto do seu trabalho, tendo tido um papel primordial em atrair aos rebeldes primeiro Condé e depois Turenne. No último ano da Guerra, ela foi acompanhada até à Aquitânia pelo Duque de Nemours, intimidade que deu a La Rochefoucauld uma desculpa para a abandonar, e regressar imediatamente à sua antiga amante, Maria de Rohan, duquesa de Chevreuse.

### Jansenismo: Refúgio da desgraça
Abandonada e caída em desgraça na Corte, a Duquesa entregou-se à religião. Acompanhou o marido a Ruão, onde exercia funções governativas, entregando-se a obras de caridade. Como diretor espiritual seguiu o Abade Antoine Singlin (1607–1664), famoso na história de Port-Royal. Viveu na Normandia até 1663, quando o marido morreu e ela regressou a Paris.
Aí, tornou-se cada vez mais próxima das opiniões Jansenistas e, a sua piedade, a lembrança dos desastrosos dias da Fronda e, acima de tudo, o amor que o seu irmão, o Grande Condé, lhe dedicava, tornaram-na bastante notada. O rei perdoou-a, mostrando respeito por ela em qualquer circunstância. Tornou-se grande protetora dos Jansenistas; foi na sua casa que Antoine Arnauld, Pierre Nicole e Noël Lalane, autores de De la Grâce victorieuse, encontraram refúgio; e foi, em grande medida, graças à sua influência que ocorreu a libertação Louis-Isaac Lemaistre de Sacy, detido na Bastilha. 
As suas famosas cartas ao Papa são parte da história de Port-Royal e, enquanto ela viveu, as freiras de Port-Royal des Champs estiveram em segurança. O seu filho mais velho aos títulos e ao património, tornando-se Jesuíta son o nome de Abade de Orleães, enquanto o filho mais novo, após uma vida debochada, foi morto quando comandava o ataque da travessia do Reno em 1673.
Quando a sua saúde piorou, era raramente saía do convento das Carmelitas no qual era fora educada. Ao falecer, em 1679, ela foi sepultada com grande esplendor pelo seu irmão Condé e o seu coração, tal como ela indicara, foi enviado às freiras de Port-Royal des Champs.

## Casamento e descendência
Do seu casamento com Henrique II, Duque de Longueville, em 1642, Ana Genoveva teve quatro filhos:
- Carlota Luísa (Charlotte Louise) (1645–1664), Mademoiselle de Dunois;
- João Luís Carlos (Jean Louis Charles) (1646–1694), Duque of Longueville;
- Maria Gabriela (Marie Gabrielle) (1646–1650).
- Carlos Paris (Charles Paris) (1649–1672), Duque de Longuveille.